# Nati nel 1996/Ottobre
| Questa pagina contiene informazioni ricavate automaticamente dalle voci biografiche con l'ausilio del template Bio e di un bot. L'aggiornamento è periodico e automatico e ricostruisce completamente la pagina. Se manca una persona in questa lista, sei pregato di non aggiungerla, ma accertati piuttosto che la sua voce biografica contenga il template Bio e che i dati anagrafici siano correttamente compilati. Se il template Bio manca, inseriscilo tu stesso o, in alternativa, metti l'avviso {{tmp\|Bio}} che ne segnala la mancanza. Se i dati riportati sono sbagliati, correggi direttamente la voce biografica; le modifiche saranno visibili in questa lista entro pochi giorni. Per chiarimenti vedi il progetto biografie. La lista contiene solo le 391 persone che sono citate nell'enciclopedia e per le quali è stato implementato correttamente il template Bio. Pagina aggiornata al 18 ago 2025. |

- 1º ottobre - Adora Anae, pallavolista statunitense
- 1º ottobre - Vitalina Bacaraškina, tiratrice a segno russa
- 1º ottobre - Donovan Donaldson, cestista statunitense
- 1º ottobre - Saeid Ezatolahi, calciatore iraniano
- 1º ottobre - Jurani Francisco Ferreira, calciatore brasiliano
- 1º ottobre - Shenseea, cantante giamaicana
- 1º ottobre - Nicholas Mboroto Kosimbei, mezzofondista keniota
- 1º ottobre - Dererk Pardon, cestista statunitense
- 1º ottobre - Djair Parfitt-Williams, calciatore bermudiano
- 1º ottobre - Kennedy Simon, rugbista a 15 neozelandese
- 1º ottobre - Melanie Stokke, tennista norvegese
- 2 ottobre - Deng Acuoth, cestista sudsudanese
- 2 ottobre - Sam Brotherton, ex calciatore neozelandese
- 2 ottobre - Ricardo Calvo, pallavolista cubano
- 2 ottobre - Keston Davies, calciatore gallese
- 2 ottobre - Róger Guedes, calciatore brasiliano
- 2 ottobre - Matvei Igonen, calciatore estone
- 2 ottobre - Nanasei Iino, calciatore giapponese
- 2 ottobre - Mar"jan Mysyk, calciatore ucraino
- 2 ottobre - Axel Müller, calciatore uruguaiano
- 2 ottobre - Guilherme Samaia, ex pilota automobilistico brasiliano
- 2 ottobre - Ryōma Watanabe, calciatore giapponese
- 2 ottobre - Larry ten Voorde, pilota automobilistico olandese
- 3 ottobre - Louis Ameka, calciatore gabonese
- 3 ottobre - Anaïs Bourgoin, mezzofondista francese
- 3 ottobre - Kelechi Iheanacho, calciatore nigeriano
- 3 ottobre - Sergej Makarov, calciatore russo
- 3 ottobre - Matheus Rodrigues, giocatore di calcio a 5 brasiliano
- 3 ottobre - Simone Sabbioni, nuotatore italiano
- 3 ottobre - Renny Smith, ex calciatore austriaco
- 3 ottobre - Allyson Swaby, calciatrice statunitense
- 4 ottobre - Ella Balinska, attrice britannica
- 4 ottobre - Brandon Barker, calciatore inglese
- 4 ottobre - Antonio Blakeney, cestista statunitense
- 4 ottobre - Felipe Carballo, calciatore uruguaiano
- 4 ottobre - Amber Davies, attrice e conduttrice televisiva britannica
- 4 ottobre - Emma Guidi, calciatrice italiana
- 4 ottobre - János Hegedűs, calciatore ungherese
- 4 ottobre - John Kelly, giocatore di football americano statunitense
- 4 ottobre - Ryan Lee, attore statunitense
- 4 ottobre - Sandro Nicolas, cantante tedesco
- 4 ottobre - Assia Raziki, velocista marocchina
- 4 ottobre - Varol Tasar, calciatore tedesco
- 4 ottobre - İsmail Cem Ulusoy, cestista turco
- 5 ottobre - Luis Acevedo, calciatore uruguaiano
- 5 ottobre - David Bates, calciatore scozzese
- 5 ottobre - Irene Casagrande, attrice italiana
- 5 ottobre - Félix Chapman, pallavolista cubano
- 5 ottobre - Santi Comesaña, calciatore spagnolo
- 5 ottobre - Mary Gibbs, doppiatrice statunitense
- 5 ottobre - Shannon Gomez, calciatore trinidadiano
- 5 ottobre - Joanna Grisez, rugbista a 15 francese
- 5 ottobre - Imaan Hammam, modella greca
- 5 ottobre - Teal Harle, sciatore freestyle canadese
- 5 ottobre - Adam Hastings, rugbista a 15 britannico
- 5 ottobre - Yoshio Koizumi, calciatore giapponese
- 5 ottobre - Alice Merryweather, ex sciatrice alpina statunitense
- 5 ottobre - Sevn Alias, rapper olandese
- 5 ottobre - Mohammad Naderi, calciatore iraniano
- 5 ottobre - Kristijan Nikolov, cestista macedone
- 5 ottobre - Gorete Semedo, velocista saotomense
- 5 ottobre - Suttisak Singkhon, multiplista thailandese
- 5 ottobre - Milena Smit, attrice spagnola
- 5 ottobre - Tornike Tsjakadoea, judoka olandese
- 6 ottobre - Nahuel Banegas, calciatore argentino
- 6 ottobre - Kevin Diks, calciatore olandese
- 6 ottobre - Regan Gough, ex pistard e ciclista su strada neozelandese
- 6 ottobre - Daniel Hanslik, calciatore tedesco
- 6 ottobre - Oscar Reyes, sollevatore cubano
- 6 ottobre - Nick McGlynn, cestista statunitense
- 6 ottobre - Jaime Munguía, pugile messicano
- 6 ottobre - Viktorija Roščyna, giornalista ucraina († 2024)
- 6 ottobre - Beth Ross, canottiera neozelandese
- 6 ottobre - Ivan Stretovič, ginnasta russo
- 6 ottobre - Lana Ščuka, pallavolista slovena
- 7 ottobre - Naoto Arai, calciatore giapponese
- 7 ottobre - Lewis Capaldi, cantautore e polistrumentista britannico
- 7 ottobre - Choi Jeong, giocatrice di go sudcoreana
- 7 ottobre - Dan Claudino, attore brasiliano
- 7 ottobre - Kim Sun-woo, pentatleta sudcoreana
- 7 ottobre - Diede Lemey, calciatrice belga
- 7 ottobre - Divine Oduduru, velocista nigeriano
- 7 ottobre - Hamidou Traoré, calciatore maliano
- 7 ottobre - Guglielmo Vicario, calciatore italiano
- 8 ottobre - Ola Aina, calciatore inglese
- 8 ottobre - Michael Battistini, calciatore sammarinese
- 8 ottobre - Devontae Cacok, cestista statunitense
- 8 ottobre - Malcom Edjouma, calciatore francese
- 8 ottobre - Pablo Nicolás López, calciatore uruguaiano
- 8 ottobre - Duke Shelley, giocatore di football americano statunitense
- 8 ottobre - Carles Soria, calciatore spagnolo
- 8 ottobre - Sara Sorribes Tormo, tennista spagnola
- 8 ottobre - Sara Takanashi, saltatrice con gli sci giapponese
- 8 ottobre - Jerry Tillery, giocatore di football americano statunitense
- 9 ottobre - Jacob Batalon, attore statunitense
- 9 ottobre - Joshua Bertie, calciatore anglo-verginiano
- 9 ottobre - Henrik Christiansen, nuotatore norvegese
- 9 ottobre - Jared Donaldson, ex tennista statunitense
- 9 ottobre - Bella Hadid, supermodella statunitense
- 9 ottobre - KeeSean Johnson, giocatore di football americano statunitense
- 9 ottobre - Zdeněk Kolář, tennista ceco
- 9 ottobre - Jake Mayon, ex giocatore di football americano statunitense
- 9 ottobre - Bryan Mg, rapper belga
- 9 ottobre - Del'Shawn Phillips, giocatore di football americano statunitense
- 9 ottobre - Filippo Pittarello, calciatore italiano
- 9 ottobre - Brevin Pritzl, cestista statunitense
- 9 ottobre - Julia Simon, biatleta francese
- 9 ottobre - Ivan Šunjić, calciatore bosniaco
- 9 ottobre - Worranit Thawornwong, attrice televisiva e cantante thailandese
- 9 ottobre - Peter Wilson, calciatore svedese
- 10 ottobre - Ashtyn Davis, giocatore di football americano statunitense
- 10 ottobre - Jurgen Degabriele, calciatore maltese
- 10 ottobre - Carlos Eduardo Ferreira de Souza, calciatore brasiliano
- 10 ottobre - David Gaudu, ciclista su strada francese
- 10 ottobre - Wes Harding, calciatore inglese
- 10 ottobre - Melissa Herrera, calciatrice costaricana
- 10 ottobre - Lucy Hope, calciatrice scozzese
- 10 ottobre - Nikola Katić, calciatore croato
- 10 ottobre - Max O'Leary, calciatore irlandese
- 10 ottobre - Oliver Rathbone, calciatore inglese
- 10 ottobre - Luis Paulo Supi, scacchista brasiliano
- 11 ottobre - Tomás Asta-Buruaga, calciatore cileno
- 11 ottobre - Lineth Beerensteyn, calciatrice olandese
- 11 ottobre - Eraldo Çinari, calciatore albanese
- 11 ottobre - Nicky Degrendele, pistard belga
- 11 ottobre - Ding Bangchao, astista cinese
- 11 ottobre - Alan Franco, calciatore argentino
- 11 ottobre - Javier Pérez Polo, taekwondoka spagnolo
- 11 ottobre - Rhea Ripley, wrestler australiana
- 11 ottobre - Ameed Mahajneh, calciatore palestinese
- 11 ottobre - Arman Tsarukyan, artista marziale misto armeno
- 11 ottobre - Andrija Vukčević, calciatore montenegrino
- 11 ottobre - Maaike de Waard, nuotatrice olandese
- 12 ottobre - Riechedly Bazoer, calciatore olandese
- 12 ottobre - Miles Boykin, giocatore di football americano statunitense
- 12 ottobre - Henrik Dønnestad, fondista norvegese
- 12 ottobre - Verena Gasslitter, ex sciatrice alpina italiana
- 12 ottobre - Ridvan Kardesoglu, calciatore liechtensteinese
- 12 ottobre - Otis Livingston, cestista statunitense
- 12 ottobre - Timur Morgunov, astista russo
- 12 ottobre - Gabriel Rodrigo, ex pilota motociclistico argentino
- 12 ottobre - Alice Sabatini, cestista e modella italiana
- 12 ottobre - John Salas, calciatore cileno
- 12 ottobre - Lev Sargsyan, tuffatore armeno
- 12 ottobre - Johan Silfält, ex sciatore alpino svedese
- 12 ottobre - Owen Watkin, rugbista a 15 britannico
- 13 ottobre - Denis Bogdan, pallavolista russo
- 13 ottobre - Emeke Egbule, giocatore di football americano statunitense
- 13 ottobre - Tim Hänni, giocatore di football americano svizzero
- 13 ottobre - Atakan Karazor, calciatore tedesco
- 13 ottobre - Ty Nichols, cestista statunitense
- 13 ottobre - Jonathan Quarcoo, velocista norvegese
- 13 ottobre - Tebello Ramakongoana, maratoneta lesothiano
- 13 ottobre - Octavian Vâlceanu, calciatore rumeno
- 13 ottobre - Joshua Wong, attivista e politico hongkonghese
- 14 ottobre - Miroslav Bogosavac, calciatore serbo
- 14 ottobre - Megi Doçi, calciatrice albanese
- 14 ottobre - Semën Efimov, sciatore alpino russo
- 14 ottobre - Joaquín Gómez, martellista argentino
- 14 ottobre - Freddy Ibrahim, cestista canadese
- 14 ottobre - Steve Rubanguka, calciatore ruandese
- 14 ottobre - Elina Rönnlund, fondista svedese
- 14 ottobre - Zkr, rapper francese
- 15 ottobre - Yeman Crippa, mezzofondista e maratoneta italiano
- 15 ottobre - Erika Di Lascio, calciatrice italiana
- 15 ottobre - Francesco Gelli, calciatore italiano
- 15 ottobre - Anastasia Guerra, pallavolista italiana
- 15 ottobre - Michail Igol'nikov, judoka russo
- 15 ottobre - Jamel Dean, giocatore di football americano statunitense
- 15 ottobre - Jazmine Jones, cestista statunitense
- 15 ottobre - Lee Da-yeong, pallavolista sudcoreana
- 15 ottobre - Lee Jae-yeong, pallavolista sudcoreana
- 15 ottobre - Ray-Ray McCloud, giocatore di football americano statunitense
- 15 ottobre - Charly Musonda, ex calciatore belga
- 15 ottobre - Nick Perkins, cestista statunitense
- 15 ottobre - Patrick Sibomana, calciatore ruandese
- 15 ottobre - Serge Tabekou, calciatore camerunese
- 15 ottobre - Mohamed Taieb, canottiere tunisino
- 15 ottobre - Grace Van Dien, attrice statunitense
- 16 ottobre - Rivaldo Coetzee, calciatore sudafricano
- 16 ottobre - Francesco Cottarelli, pallavolista italiano
- 16 ottobre - Erdenebatyn Tsendbaatar, pugile mongolo
- 16 ottobre - Walid Hamidi, calciatore algerino
- 16 ottobre - Hervé Koffi, calciatore burkinabé
- 16 ottobre - Andrea Locatelli, pilota motociclistico italiano
- 16 ottobre - Luka Luković, calciatore serbo
- 16 ottobre - Christopher Meyer, attore statunitense
- 16 ottobre - Luiz Fernando Moraes dos Santos, calciatore brasiliano
- 16 ottobre - Daniel Niero, pattinatore di velocità in-line e pattinatore di velocità su ghiaccio italiano
- 16 ottobre - Toprak Razgatlıoğlu, pilota motociclistico turco
- 16 ottobre - Giovanni Ricci, giocatore di football americano statunitense
- 16 ottobre - Sadam Sulley, calciatore ghanese
- 16 ottobre - Zhang Zhizhen, tennista cinese
- 17 ottobre - D'Anthony Bell, giocatore di football americano statunitense
- 17 ottobre - Birthh, cantautrice italiana
- 17 ottobre - Kazmiere Brown, pallavolista statunitense
- 17 ottobre - Ayomide Folorunso, ostacolista e velocista italiana
- 17 ottobre - Oleh Kudryk, calciatore ucraino
- 17 ottobre - Maria Carolina del Liechtenstein, principessa liechtensteinese
- 17 ottobre - Park Ye-eun, calciatrice sudcoreana
- 17 ottobre - Shoya Shimae, lottatore giapponese
- 17 ottobre - Edgar Zaldívar, calciatore messicano
- 17 ottobre - Cansu Özbay, pallavolista turca
- 18 ottobre - Avery Aylsworth, pallavolista statunitense
- 18 ottobre - Antoine Bellier, tennista svizzero
- 18 ottobre - Oleksandr Bortnyk, scacchista ucraino
- 18 ottobre - Caragh Hamilton, calciatrice nordirlandese
- 18 ottobre - Bradford Jamieson IV, ex calciatore statunitense
- 18 ottobre - Maxime Janvier, tennista francese
- 18 ottobre - Nadji Jeter, attore, ballerino e musicista statunitense
- 18 ottobre - Jan Kosi, cestista sloveno
- 18 ottobre - Terance Mann, cestista statunitense
- 18 ottobre - Bravvion Roy, giocatore di football americano statunitense
- 18 ottobre - Patrick Sandoval, giocatore di baseball statunitense
- 18 ottobre - Julia Sinning, modella e attrice olandese
- 18 ottobre - Noël Studer, scacchista svizzero
- 18 ottobre - Attilio Viviani, ciclista su strada italiano
- 18 ottobre - Stijn van Gassel, calciatore olandese
- 18 ottobre - Rebecca Öhrn, fondista svedese
- 19 ottobre - Mattia Bais, ciclista su strada italiano
- 19 ottobre - Daniel Goodfellow, tuffatore britannico
- 19 ottobre - Bryan Hoeing, giocatore di baseball statunitense
- 19 ottobre - Sergej Mitusov, cestista russo
- 19 ottobre - Jerry St. Juste, calciatore olandese
- 19 ottobre - Rebecca Šramková, tennista slovacca
- 20 ottobre - Arianna Acuti, calciatrice italiana
- 20 ottobre - Ahmed Akram, nuotatore egiziano
- 20 ottobre - Masako Furuichi, lottatrice giapponese
- 20 ottobre - Anthony Sinisuka Ginting, giocatore di badminton indonesiano
- 20 ottobre - Andris Herrera, calciatore venezuelano
- 20 ottobre - Tōko Miura, attrice e cantante giapponese
- 20 ottobre - Chance Perdomo, attore statunitense († 2024)
- 20 ottobre - Marcos André, calciatore brasiliano
- 21 ottobre - Kyle Alexander, cestista canadese
- 21 ottobre - David Atanaskoski, calciatore macedone
- 21 ottobre - Regis Baha, calciatore camerunese
- 21 ottobre - Alicia Blagg, tuffatrice britannica
- 21 ottobre - Geno Crandall, cestista statunitense
- 21 ottobre - Éanna Hardwicke, attore e regista irlandese
- 21 ottobre - Bingourou Kamara, calciatore francese
- 21 ottobre - Abdelkarim Mammar Chaouche, calciatore svedese
- 21 ottobre - Kevin McClain, cestista statunitense
- 21 ottobre - Jonathan Toro, calciatore honduregno
- 21 ottobre - Kenzo Tagawa, judoka giapponese
- 22 ottobre - Sarah Asahina, judoka giapponese
- 22 ottobre - Cléber Bomfim de Jesus, calciatore brasiliano
- 22 ottobre - José Correia, calciatore guineense
- 22 ottobre - Nick Doodeman, calciatore olandese
- 22 ottobre - Ṙobert Hakobyan, calciatore armeno
- 22 ottobre - Mason Holgate, calciatore giamaicano
- 22 ottobre - Jessica Hull, mezzofondista australiana
- 22 ottobre - Pattadon Jan-Ngern, attore thailandese
- 22 ottobre - B.I, rapper, cantautore e produttore discografico sudcoreano
- 22 ottobre - Johannes Høsflot Klæbo, fondista norvegese
- 22 ottobre - Assim Madibo, calciatore qatariota
- 22 ottobre - Madison Mailey, canottiera canadese
- 22 ottobre - Matías Nahuel, calciatore argentino
- 22 ottobre - Takuma Nishimura, calciatore giapponese
- 22 ottobre - Tatsuhiro Sakamoto, calciatore giapponese
- 22 ottobre - Andrés Villarreal, tuffatore messicano
- 23 ottobre - Julius van den Berg, ciclista su strada olandese
- 23 ottobre - Sam Berns, attivista statunitense († 2014)
- 23 ottobre - David Cancola, calciatore austriaco
- 23 ottobre - Dayle Coleing, calciatore gibilterriano
- 23 ottobre - Christian James, cestista statunitense
- 23 ottobre - Oscar Lesage, attore francese
- 23 ottobre - Robbie McDaid, calciatore nordirlandese
- 23 ottobre - Lukáš Provod, calciatore ceco
- 23 ottobre - Paulo Henrique Rodrigues Cabral, calciatore portoghese
- 23 ottobre - Abdul Rwatubyaye, calciatore ruandese
- 23 ottobre - Lyra Valkyria, wrestler irlandese
- 23 ottobre - Maila Venturi, pallavolista italiana
- 23 ottobre - Ronaldo da Silva Souza, calciatore brasiliano
- 24 ottobre - Qismət Alıyev, calciatore azero
- 24 ottobre - Aleksa Amanović, calciatore macedone
- 24 ottobre - Geordie Beamish, mezzofondista neozelandese
- 24 ottobre - Martina Borg, calciatrice maltese
- 24 ottobre - Jaylen Brown, cestista statunitense
- 24 ottobre - Rafael Devers, giocatore di baseball dominicano
- 24 ottobre - Océane Dodin, tennista francese
- 24 ottobre - Athar El Tahir, calciatore sudanese
- 24 ottobre - Joffre Escobar, calciatore ecuadoriano
- 24 ottobre - Lindsay Flory, pallavolista statunitense
- 24 ottobre - Tamino, cantante, musicista e modello belga
- 24 ottobre - James Gallagher, artista marziale misto britannico
- 24 ottobre - Zoe Hives, tennista australiana
- 24 ottobre - Hervé Kabasele, cestista della Repubblica Democratica del Congo
- 24 ottobre - Lee Soo-kyung, attrice sudcoreana
- 24 ottobre - Joana Marchão, calciatrice portoghese
- 24 ottobre - Garrison Mathews, cestista statunitense
- 24 ottobre - Dmitrij Popko, tennista russo
- 24 ottobre - Kerwin Roach, cestista statunitense
- 24 ottobre - Kyla Ross, ex ginnasta statunitense
- 24 ottobre - Aminatou Seyni, velocista nigerina
- 24 ottobre - Ian Yi, attore, cantante e ballerino taiwanese
- 25 ottobre - Johnathan Abram, giocatore di football americano statunitense
- 25 ottobre - Emmanuel Apeh, calciatore nigeriano
- 25 ottobre - Mikaël Cantave, calciatore canadese
- 25 ottobre - Lara Casanova, snowboarder svizzera
- 25 ottobre - José Sabino Chagas Monteiro, calciatore brasiliano
- 25 ottobre - P.J. Dozier, cestista statunitense
- 25 ottobre - Karolina Goliat, pallavolista belga
- 25 ottobre - Christopher Jackson, calciatore liberiano
- 25 ottobre - Keean Johnson, attore statunitense
- 25 ottobre - Muhamed Kesra, calciatore sudanese
- 25 ottobre - Sandro Lauper, calciatore svizzero
- 25 ottobre - Orr Leumi, ex cestista israeliano
- 25 ottobre - Abdi Mohamed, calciatore keniota
- 25 ottobre - Marileidy Paulino, velocista dominicana
- 25 ottobre - Filip Turčinović, giocatore di football americano serbo
- 25 ottobre - Thomas Woolson, ex sciatore alpino statunitense
- 26 ottobre - Hanne Desmet, pattinatrice di short track belga
- 26 ottobre - Quentin Halys, tennista francese
- 26 ottobre - Harry Lawtey, attore britannico
- 26 ottobre - Christian Matthew, giocatore di football americano statunitense
- 26 ottobre - Almike N'Diaye, calciatore mauritano
- 26 ottobre - Michal Novák, fondista ceco
- 26 ottobre - Danilo Pantić, calciatore serbo
- 26 ottobre - Konstantin Pliev, calciatore russo
- 26 ottobre - Evdokija Popadinova, calciatrice bulgara
- 26 ottobre - Rebecca Tunney, ginnasta inglese
- 26 ottobre - Diogo Verdasca, calciatore portoghese
- 26 ottobre - Wheeler Yuta, wrestler statunitense
- 27 ottobre - Nadiem Amiri, calciatore tedesco
- 27 ottobre - Austin Cutting, giocatore di football americano statunitense
- 27 ottobre - Anfernee Dijksteel, calciatore olandese
- 27 ottobre - Gabriel Farias de Lima, calciatore brasiliano
- 27 ottobre - Thiago Ferreira Lopes, calciatore brasiliano
- 27 ottobre - Jón Axel Guðmundsson, cestista islandese
- 27 ottobre - Kim Woo-seok, cantante e attore sudcoreano
- 27 ottobre - Samantha Logan, attrice statunitense
- 27 ottobre - Jordan Marshall, calciatore inglese
- 27 ottobre - Margiris Normantas, cestista lituano
- 27 ottobre - Magnus Jensen, calciatore danese
- 27 ottobre - Asme, rapper svedese
- 28 ottobre - Jasmine Jessica Anthony, attrice statunitense
- 28 ottobre - Vincenzo Arecchia, pugile italiano
- 28 ottobre - Giulia Compagnoni, scialpinista e fondista di corsa in montagna italiana
- 28 ottobre - Jack Eichel, hockeista su ghiaccio statunitense
- 28 ottobre - Giorgia Filippi, calciatrice italiana
- 28 ottobre - Josh Hawley, cestista statunitense
- 28 ottobre - Lassi Järvenpää, calciatore finlandese
- 28 ottobre - Souleymane Karamoko, giocatore di football americano ivoriano
- 28 ottobre - Laine MacNeil, attrice canadese
- 28 ottobre - Kiara Parker, velocista statunitense
- 28 ottobre - Nicholas Podany, attore statunitense
- 28 ottobre - Rino Vanhooren, pattinatore di short track belga
- 28 ottobre - Antonio Vranković, cestista croato
- 28 ottobre - Matic Vrbanec, calciatore sloveno
- 29 ottobre - Swapna Barman, multiplista indiana
- 29 ottobre - Enrico Bearzotti, calciatore italiano
- 29 ottobre - Nicolás Campisi, calciatore argentino
- 29 ottobre - Melvyn Doremus, calciatore francese
- 29 ottobre - Victoria Konefal, attrice statunitense
- 29 ottobre - Loïc Meillard, sciatore alpino svizzero
- 29 ottobre - Emilia Mernes, cantautrice, attrice e modella argentina
- 29 ottobre - Modou N'Diaye, calciatore senegalese
- 29 ottobre - Richard Neudecker, calciatore tedesco
- 29 ottobre - Bailey Peacock-Farrell, calciatore nordirlandese
- 29 ottobre - Jo Ellen Pellman, attrice statunitense
- 29 ottobre - Ben Powers, giocatore di football americano statunitense
- 29 ottobre - María Asunción Quiñones, calciatrice spagnola
- 29 ottobre - Mikko Rantanen, hockeista su ghiaccio finlandese
- 29 ottobre - Christina Schweinberger, ciclista su strada austriaca
- 29 ottobre - Kathrin Schweinberger, ciclista su strada e pistard austriaca
- 29 ottobre - Astrid S, cantante norvegese
- 29 ottobre - Enur Totre, calciatore macedone
- 29 ottobre - Edmílson Viegas, calciatore portoghese
- 29 ottobre - Keiller da Silva Nunes, calciatore brasiliano
- 30 ottobre - Ryquell Armstead, giocatore di football americano statunitense
- 30 ottobre - Ash Baker, calciatore gallese
- 30 ottobre - Devin Booker, cestista statunitense
- 30 ottobre - C.J. Bryce, cestista statunitense
- 30 ottobre - Jeantal Cylla, cestista statunitense
- 30 ottobre - Alexis Domínguez, calciatore argentino
- 30 ottobre - Mizuki Fukumura, cantante giapponese
- 30 ottobre - Valérie Grenier, sciatrice alpina canadese
- 30 ottobre - Yūta Higuchi, calciatore giapponese
- 30 ottobre - Stefan Knežević, calciatore svizzero
- 30 ottobre - Gagi Margvelashvili, calciatore georgiano
- 30 ottobre - Kennedy McMann, attrice statunitense
- 30 ottobre - Blake Reynolds, ex cestista statunitense
- 30 ottobre - Stefania Trimboli, cestista italiana
- 31 ottobre - Oussama Chita, calciatore algerino
- 31 ottobre - Francisco Manenti, calciatore argentino
- 31 ottobre - Milan Menten, ciclista su strada belga
- 31 ottobre - Musa Muhammed, calciatore nigeriano
- 31 ottobre - Julymar Otero, pallavolista portoricana
- 31 ottobre - Dinara Säduakasova, scacchista e attivista kazaka
- 31 ottobre - Kerrith Whyte, giocatore di football americano statunitense
- 31 ottobre - Connor Wilkinson, attore britannico